# Elena de Toro Aldaria
Elena de Toro Aldaria (Bolaños de Calatrava, 31 de gener de 1997) és una futbolista professional espanyola que juga com a portera al Vila-real CF de la Lliga F.
De Toro va començar la seua carrera a La Solana, des d'on passa al Fundación Albacete. Allà s'hi està sis anys, fins que fitxa pel Vila-real l'estiu de 2020, equip amb qui un any després ascendiria a primera divisió.